# ريان بليك
ريان بليك (بالإنجليزية: Ryan Blake)‏ (8 ديسمبر 1991 في المملكة المتحدة - ) هو لاعب كرة قدم بريطاني في مركزي الظهير والدفاع. شارك مع منتخب أيرلندا الشمالية تحت 19 سنة لكرة القدم ومنتخب أيرلندا الشمالية تحت 21 سنة لكرة القدم. أما مع النوادي، فقد لعب مع إبسفليت يونايتد ونادي برينتفورد ونادي فارنبوروه ونادي وكينغ ونادي كينغستونيان وهامبتون أند ريتشموند بورو وتشيرتسي تاون ‏.

## وصلات خارجية
- ريان بليك على موقع قاعدة بيانات كرة القدم.إي يو (الإنجليزية)
- ريان بليك على موقع Soccerbase.com (لاعب) (الإنجليزية)
- ريان بليك على موقع Soccerway.com (الإنجليزية)